# Lauri Vuorela
Lauri Antero Vuorela, född 27 februari 1913 i Kuopio, död 11 december 1999 i Helsingfors, var en finländsk meteorolog och professor vid Helsingfors universitet.
Vuroela var verksam 1941–1950 som meteorolog i Helsingfors och Stockholm och avlade filosofie doktorsexamen 1951. Han var 1950–1958 assistent vid Finlands Akademi, 1958–1971 professor i meteorologi vid Helsingfors universitet och 1971–1979 överdirektör vid Meteorologiska institutet.
Vuroela gav ut ett 50-tal vetenskapliga skrifter från meteorologins område. Han var medlem i ett stort antal nationella och internationella organisationer och deras styrelser, bland annat Finlands representant i Meteorologiska världsorganisationen 1971–1979 och CIMO 1969–1977. 